# Volodimir Golubniči
Volodimir Stepanovič Golubniči (ukrajinsko Володимир Степанович Голубничий), ukrajinski atlet, * 2. junij 1936, Sumi, Sovjetska zveza, † 16. avgust 2021, Sumi, Ukrajina.
Golubniči je v svoji karieri nastopil na poletnih olimpijskih igrah v letih 1960 v Rimu, 1964 v Tokiu, 1968 v Ciudad de Méxicu, 1972 v Münchnu in 1976 v Montrealu. V letih 1960 in 1968 je postal olimpijski prvak v hitri hoji na 20 km, leta 1972 podprvak, leta 1964 pa dobitnik bronaste medalje. Na evropskih prvenstvih je osvojil naslov prvaka leta 1974, podprvaka leta 1966 in bron leta 1962. Dvakrat je postavil nov svetovni rekord v hitri hoji na 20 km, 23. septembra 1955 s časom 1:30:36, ki je veljal do julija sledečega leta, in 15. julija 1959 s časom 1:27:04, ki je veljal do septembra istega leta.
Leta 2012 je bil sprejet v novoustanovljeni Mednarodni atletski hram slavnih, kot eden izmed prvih štiriindvajsetih atletov.